# Reino Paasilinna
Pour les articles homonymes, voir Paasilinna.
Reino Paasilinna, né le 5 décembre 1939 en mer de Barents et mort le 21 juillet 2022 à Helsinki (Finlande), est un homme politique finlandais, député européen de 1996 à 2009.

## Biographie
Reino Paasilinna est né lors d'un voyage d'évacuation dans l'océan Arctique, sur le navire Aunus qui naviguait de Petsamo vers la Norvège.
Sa mère et ses trois autres enfants fuyaient la guerre d'Hiver qui avait éclaté moins d'une semaine plus tôt.
Sa famille est originaire de Petsamo mais elle se réfugiera à Kittilä en raison de l'invasion soviétique.
Les écrivains Erno et Arto Paasilinna sont ses frères.

### Carrière
- Journaliste TV, réalisateur et éditeur (1961-1974)
- Attaché de presse et conseiller auprès des ambassades de Finlande à Moscou et à Washington (1974-1983)
- Directeur général et président d'Yle (1990-1994)
- Président de l'Union des journalistes de la radio et de la télévision (1967-1969)
- Membre du Conseil d'Administration et Vice-Président d'Elisa Communications (1988-2002)
- Membre, Conseil municipal d'Helsinki (1998-1999)
- Député (1983-1989 et 1995-1996)
- Membre du Parlement européen (depuis 1996)
- Président du groupe de travail du Parti socialiste européen sur la société de l'information (depuis 1998)
- Membre de la délégation finlandaise auprès du Conseil de l'Europe (1995-1996)
- Vice-président, Organisation internationale de radiodiffusion et de télévision
- Vice-président, Union européenne de radio-télévision (1992-1994)
- Président du Conseil d'Euronews (1992-1994)
- Membre, Union interparlementaire (UIP) (1983-1989)

### Famille
Paasilinna est marié à Anja Aulikki Arstila-Paasilinna. Ils ont trois enfants : Miira (née en 1972), Petra (née en 1975), Silja (née en 1976).

## Décoration
- Commandeur de l'ordre du Lion de Finlande (1995)

## Ouvrages
- (fi) Reino Paasilinna et Pentti Tuovinen, Näkeekö silmä – kuuleeko korva, Hämeenlinna, Karisto, 1970
- (fi) Reino Paasilinna, Miellyttävää väkivaltaa, Helsinki, Otava, 1986 (ISBN 978-951-1-09223-0)
- (fi) Reino Paasilinna, Glasnost – julkisuuspolitiikka ja sen ilmeneminen Neuvostoliiton joukkotiedotusjärjestelmässä, Tampere, Tampereen yliopisto, 1990 (ISBN 978-951-44-2732-9)
- (fi) Paasilinna, Reino & Saksa, Markku, Ankarat ajat, Porvoo, WSOY, 1994 (ISBN 978-951-0-19586-4)
- (fi) Reino Paasilinna, Glasnost – mediapommi Neuvostoliitossa 1985–91 (thèse), Tampere, Tampereen yliopisto, 1995 (ISBN 978-951-44-3865-3)
- (en) Reino Paasilinna, Glasnost and Soviet television, Yleisradio, 1995
- (fi) Reino Paasilinna, Paasilinnat, sukukirja – lukukirja, Helsinki, Tietori, 1998 (ISBN 978-952-91-0460-4)
- (fi) Reino  Paasilinna (ed.), Euroopan elektroninen vallankumous ja Suomen uho, Helsinki, Suomen arvopaperilehti, 2001 (ISBN 978-951-98072-2-5)
- (en) Reino Paasilinna, European information society towards new challenges, Paris, M&M Conseil Organisation, 2002 (ISBN 978-2-84541-041-1)
- (fi) Reino Paasilinna, Eespäin Euroopassa. Matkalaukkudemokraatin mietelmiä, Helsinki, Tietotori, 2004 (ISBN 978-952-91-6834-7)